# Collegio uninominale Lombardia - 02 (2020)
Il collegio elettorale uninominale Lombardia - 02 è un collegio elettorale uninominale della Repubblica Italiana per l'elezione del Senato della Repubblica.

## Territorio
Come previsto dalla legge n. 51 del 27 maggio 2019, il collegio è stato definito tramite decreto legislativo all'interno della circoscrizione Lombardia.
È formato dal territorio dell'intera provincia di Lecco (84 comuni), dell'intera provincia di Sondrio (77 comuni) e da 134 comuni della provincia di Como: Albavilla, Albese con Cassano, Albiolo, Alserio, Alta Valle Intelvi, Alzate Brianza, Anzano del Parco, Argegno, Arosio, Asso, Barni, Bellagio, Bene Lario, Bizzarone, Blessagno, Blevio, Bregnano, Brenna, Brienno, Brunate, Bulgarograsso, Cabiate, Cadorago, Caglio, Campione d'Italia, Cantù, Canzo, Capiago Intimiano, Carate Urio, Carimate, Carlazzo, Carugo, Caslino d'Erba, Casnate con Bernate, Cassina Rizzardi, Castelmarte, Cavargna, Centro Valle Intelvi, Cerano d'Intelvi, Cermenate, Cernobbio, Cirimido, Claino con Osteno, Colonno, Colverde, Como, Corrido, Cremia, Cucciago, Cusino, Dizzasco, Domaso, Dongo, Dosso del Liro, Erba, Eupilio, Faggeto Lario, Faloppio, Fenegrò, Figino Serenza, Fino Mornasco, Garzeno, Gera Lario, Grandate, Grandola ed Uniti, Gravedona ed Uniti, Griante, Guanzate, Inverigo, Laglio, Laino, Lambrugo, Lasnigo, Lezzeno, Lipomo, Livo, Lomazzo, Longone al Segrino, Luisago, Lurago d'Erba, Lurate Caccivio, Magreglio, Mariano Comense, Maslianico, Menaggio, Merone, Moltrasio, Monguzzo, Montano Lucino, Montemezzo, Montorfano, Musso, Nesso, Novedrate, Olgiate Comasco, Orsenigo, Peglio, Pianello del Lario, Pigra, Plesio, Pognana Lario, Ponna, Ponte Lambro, Porlezza, Proserpio, Pusiano, Rezzago, Rodero, Ronago, Sala Comacina, San Bartolomeo Val Cavargna, San Fermo della Battaglia, San Nazzaro Val Cavargna, San Siro, Schignano, Senna Comasco, Solbiate con Cagno, Sorico, Sormano, Stazzona, Tavernerio, Torno, Tremezzina, Trezzone, Uggiate-Trevano, Val Rezzo, Valbrona, Valmorea, Valsolda, Veleso, Vercana, Vertemate con Minoprio, Villa Guardia e Zelbio.
Il collegio è parte del collegio plurinominale Lombardia - 01.

## Eletti
| Elezione | Elezione | Deputato       | Partito      |
| -------- | -------- | -------------- | ------------ |
|          | 2022     | Licia Ronzulli | Forza Italia |

## Dati elettorali

### XIX legislatura
Come previsto dalla legge elettorale, 74 senatori sono eletti con sistema a maggioranza relativa in altrettanti collegi uninominali a turno unico.
| Candidati                                 | Candidati                 | Voti    | %     | Liste                          | Voti    | %     |
| ----------------------------------------- | ------------------------- | ------- | ----- | ------------------------------ | ------- | ----- |
|                                           | Licia Ronzulli ✔️ Eletto  | 298 705 | 55,38 | Fratelli d'Italia              | 159 477 | 29,57 |
| Lega per Salvini Premier                  | Licia Ronzulli ✔️ Eletto  | 298 705 | 55,38 | 88 531                         | 16,41   |       |
| Forza Italia                              | Licia Ronzulli ✔️ Eletto  | 298 705 | 55,38 | 44 818                         | 8,31    |       |
| Noi moderati/Lupi - Toti - Brugnaro - UDC | Licia Ronzulli ✔️ Eletto  | 298 705 | 55,38 | 5 879                          | 1,09    |       |
|                                           | Concetta Aurora Longo     | 126 324 | 23,42 | Partito Democratico-IDP        | 87 406  | 16,20 |
| +Europa                                   | Concetta Aurora Longo     | 126 324 | 23,42 | 18 825                         | 3,49    |       |
| Alleanza Verdi e Sinistra                 | Concetta Aurora Longo     | 126 324 | 23,42 | 18 454                         | 3,42    |       |
| Impegno Civico - Centro Democratico       | Concetta Aurora Longo     | 126 324 | 23,42 | 1 639                          | 0,30    |       |
|                                           | Giuseppe Conti            | 55 826  | 10,35 | Azione - Italia Viva - Calenda | 55 826  | 10,35 |
|                                           | Tommaso Leoni             | 31 097  | 5,77  | Movimento 5 Stelle             | 31 097  | 5,77  |
|                                           | Roberto Maggi             | 9 806   | 1,82  | Italexit                       | 9 806   | 1,82  |
|                                           | Leonarda Maria Barbarotta | 6 560   | 1,22  | Italia Sovrana e Popolare      | 6 560   | 1,22  |
|                                           | Marzia Del Papa           | 5 125   | 0,95  | Vita                           | 5 125   | 0,95  |
|                                           | Pierluigi Tavecchio       | 5 038   | 0,93  | Unione Popolare                | 5 038   | 0,93  |
|                                           | Lisa Molteni              | 901     | 0,17  | Noi di Centro – Europeisti     | 901     | 0,17  |
| Totale                                    | Totale                    | 539 382 | 100   |                                | 539 382 | 100   |
|                                           |                           |         |       |                                |         |       |
| Voti non validi                           | Voti non validi           | 25 664  | 4,54  |                                |         |       |
| Votanti                                   | Votanti                   | 565 046 | 68,87 |                                |         |       |
| Elettori                                  | Elettori                  | 820 448 |       |                                |         |       |